# Ђусаго (Венеција)
Ђусаго (итал. Giussago) је насеље у Италији у округу Венеција, региону Венето.
Према процени из 2011. у насељу је живело 485 становника. Насеље се налази на надморској висини од 4 м.